# Pentaphragma
Pentaphragma ist die einzige Pflanzengattung der Familie der Pentaphragmataceae  innerhalb der Ordnung der Asternartigen (Asterales). Die Areale der Arten reichen von Südostasien bis zum Malaiischen Archipel. Die meisten Arten wachsen im westlichen Teil des Indonesischen Archipels.

## Beschreibung

### Erscheinungsbild und Blätter
Pentaphragma-Arten sind mehr oder weniger sukkulente, ausdauernde krautige Pflanzen. Die oberirdischen Pflanzenteile sind meist mit mehrzelligen Trichomen behaart, die meist verzweigt sind.
Die wechselständig und zweizeilig an den Stängeln angeordneten Laubblätter sind einfach, sie sind bei vielen Arten an der Basis asymmetrisch. Die Blattränder sind ganz bis gezähnt. Nebenblätter fehlen. Die Spaltöffnungen (Stomata) sind mehr oder weniger anomocytisch (von drei oder vier Zellen umgeben, die sich nicht sehr von den anderen Epidermiszellen unterscheiden).

### Blütenstände und Blüten
Die Blüten stehen in zymösen Blütenständen (Infloreszenzen). Die meisten Arten besitzen nur zwittrige, wenige Arten auch eingeschlechtige Blüten, diese Arten sind polygamomonözisch. Die ungestielten, meist fünfzähligen Blüten sind radiärsymmetrisch bis schwach zygomorph. Die beiden Blütenhüllblattkreise sind deutlich verschieden. Von den fünf relativ großen Kelchblättern sind zwei größer und drei kleiner. Kronblätter gibt es meist fünf, manchmal nur vier; sie sind nicht miteinander verwachsen und jedes ist tief gelappt. Es gibt nur einen Kreis mit meist fünf, wenn nur vier Kronblätter vorhanden sind dann sind auch nur vier Staubblätter vorhanden, fertilen Staubblättern, die frei voneinander sind aber oft mit anderen Blütenteilen teilweise verwachsen sind. Die Nektarsekretion erfolgt zwischen dem Blütenbecher (Hypanthium) und dem Fruchtknoten. Zwei bis drei Fruchtblätter sind zu einem unterständigen Fruchtknoten verwachsen. Der Griffel endet in einer kopfigen oder konischen Narbe.

### Früchte
Die Schließfrüchte sind fleischige Beeren.

## Systematik und Verbreitung
Die Gattung Pentaphragma wurde 1834 durch Nathaniel Wallich in David Don: A General History of the Dichlamydeous Plants, 3, Seite 731 aufgestellt. Die Typusart ist Pentaphragma begoniifolia (Roxb.) G.Don. Die Familie der Pentaphragmataceae wurde 1858 durch Jakob Georg Agardh in Theoria Systematis Plantarum, Seite 95 aufgestellt. Die Gattung Pentaphragma wurde früher in die Familie der Glockenblumengewächse (Campanulaceae) eingeordnet.
Das Verbreitungsgebiet reicht vom südlichen China (Pentaphragma sinense und Pentaphragma spicatum), Vietnam und Thailand über Singapur, Malaysia, Indonesien, die Philippinen bis Borneo und Papua-Neuguinea. Das westliche Malesien ist das Zentrum der Artenvielfalt.

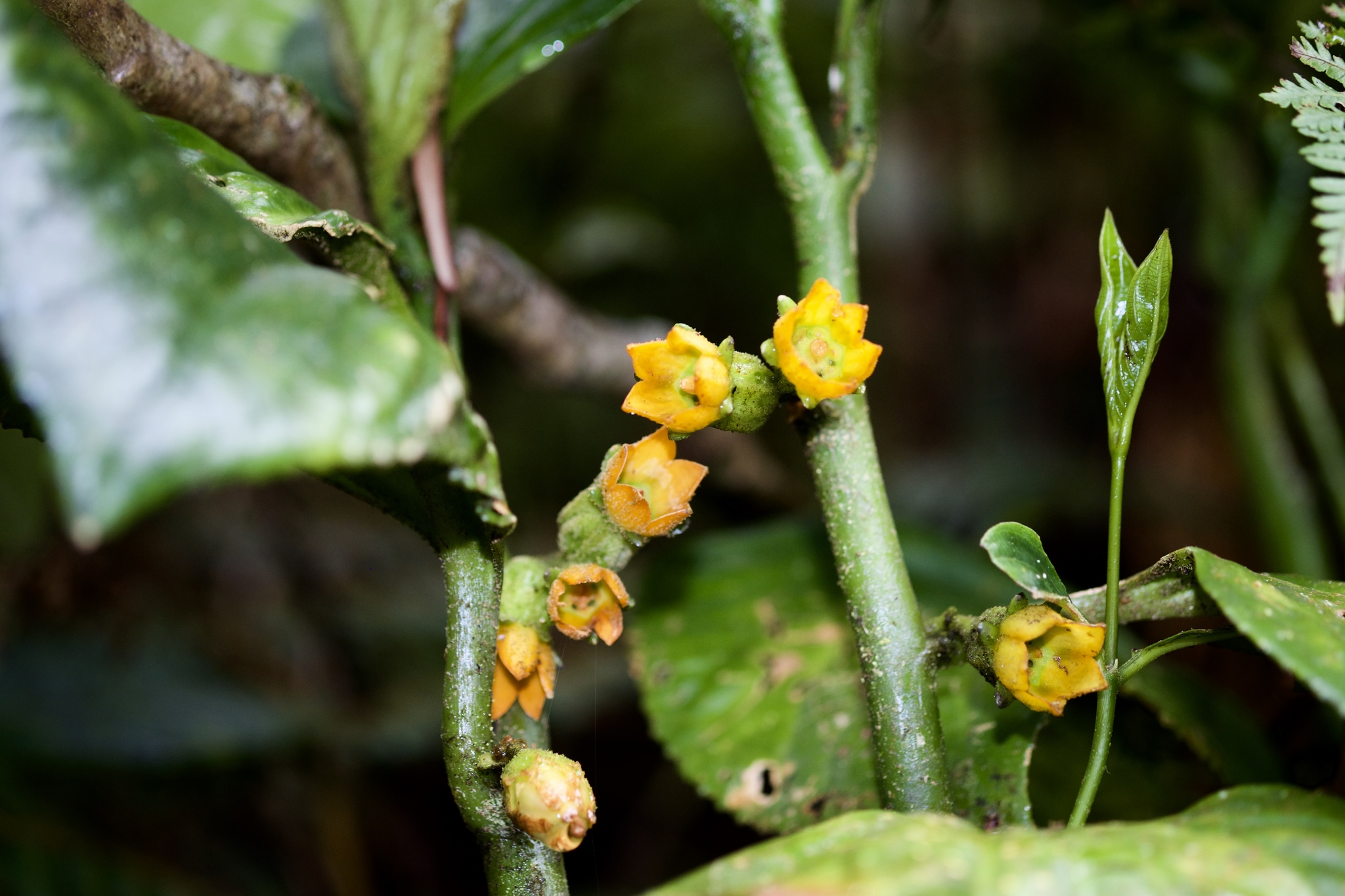
Pentaphragma aurantiacum

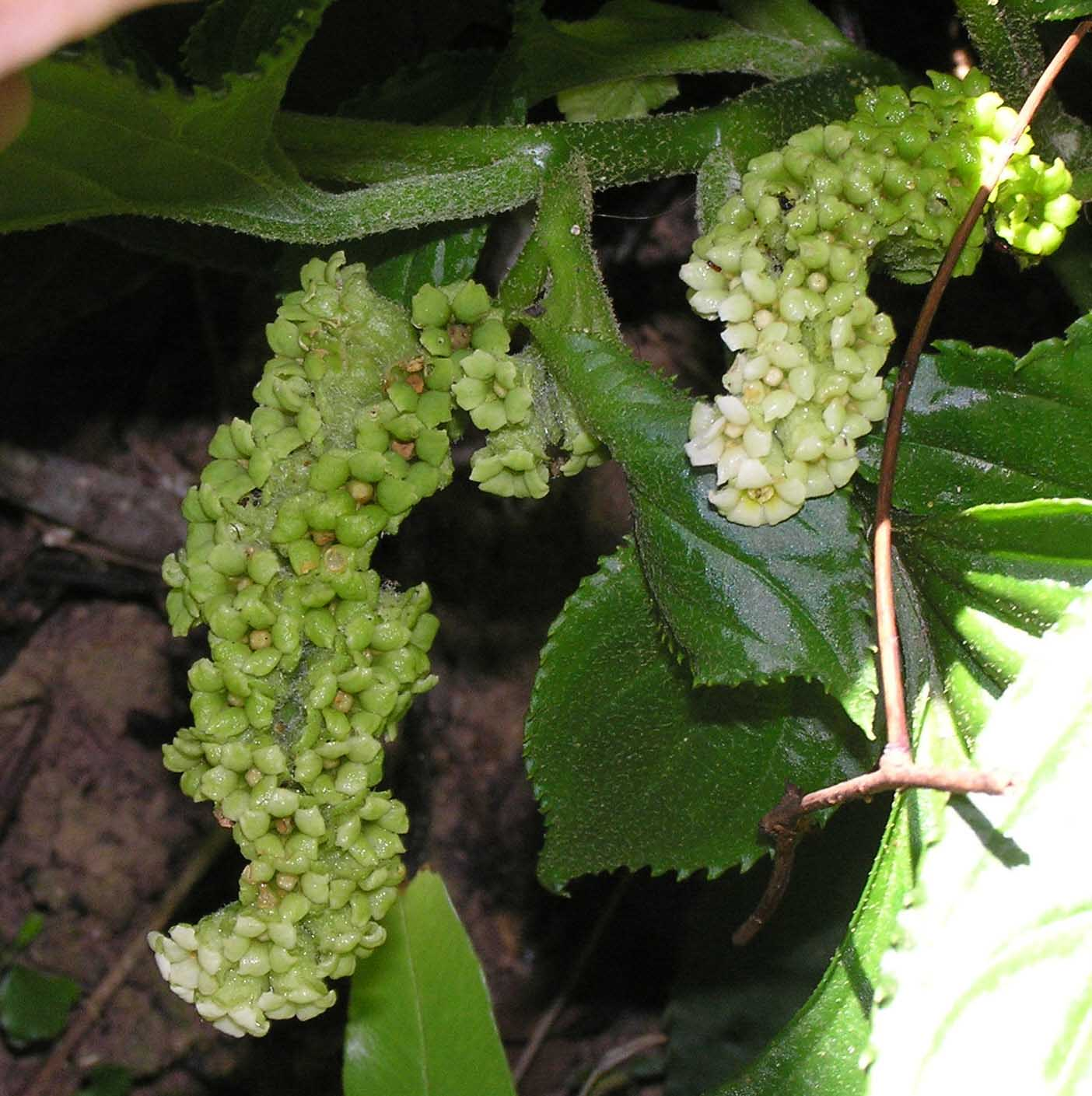
Pentaphragma begoniifolium

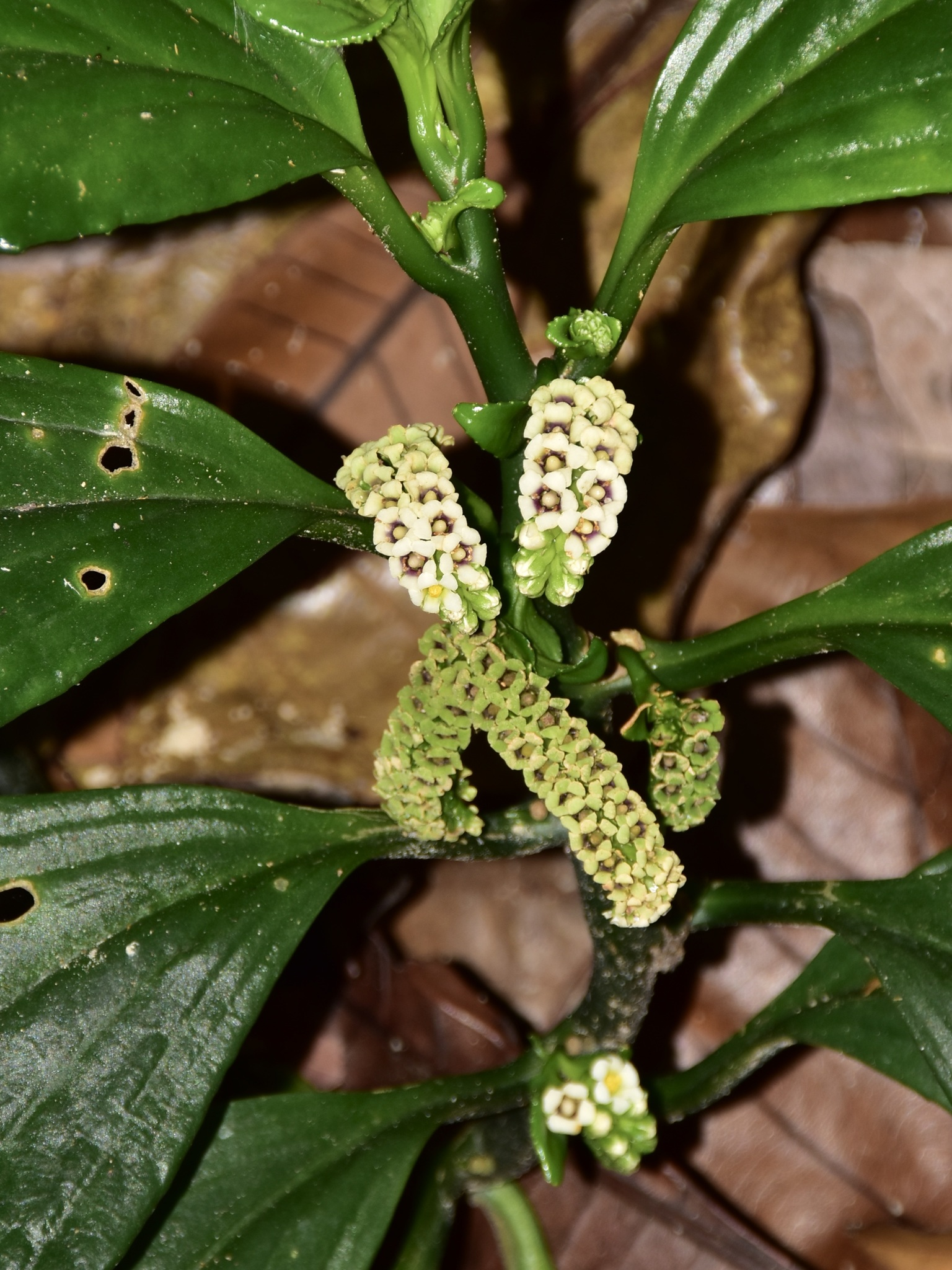
Pentaphragma ellipticum

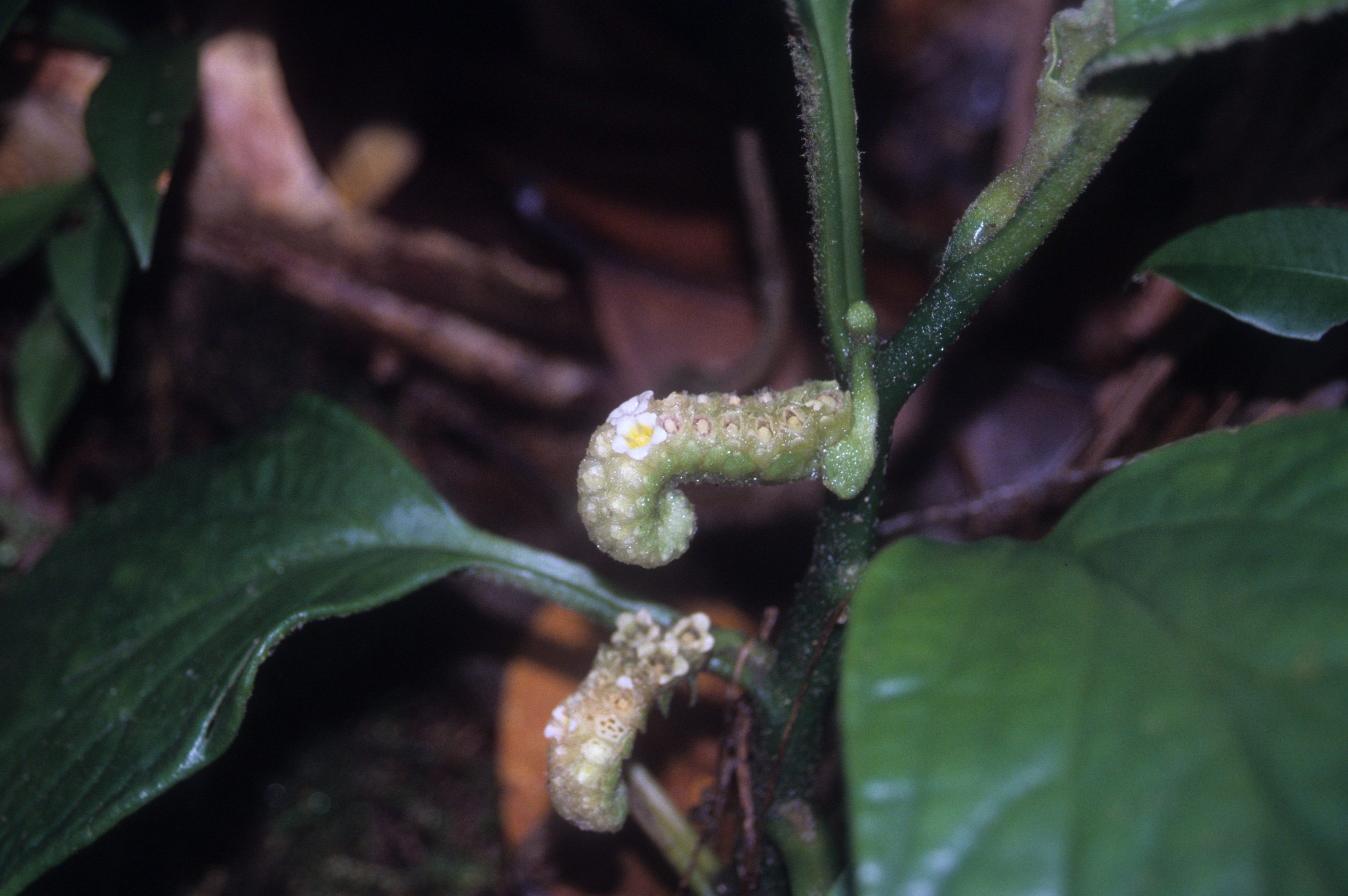
Blütenstände von Pentaphragma horsfieldii

Es gibt etwa 25 bis 32 Pentaphragma-Arten:
- Pentaphragma acuminatum Airy Shaw: Borneo.[5]
- Pentaphragma albiflorum H.Pearson: Borneo bis Sulawesi.[5]
- Pentaphragma aurantiacum Stapf (Syn.: Pentaphragma grande Ridl.): Borneo bis Palawan.[5]
- Pentaphragma bartlettii Merr.: Sumatra.[5]
- Pentaphragma begoniifolium (Roxb.) G.Don: Südliches Myanmar bis zur nördlichen Malaiischen Halbinsel.[5]
- Pentaphragma bicolor C.W.Lin: Sarawak.[5]
- Pentaphragma combretiflorum Airy Shaw: Natuna-Inseln.[5]
- Pentaphragma cyrtandriforme Airy Shaw: Malaische Halbinsel und Borneo.[5]
- Pentaphragma decurrens Airy Shaw: Sarawak.[5]
- Pentaphragma ellipticum Poulsen: Malaysia und Sumatra.[5]
- Pentaphragma gamopetalum Gagnep.: Vietnam.[5]
- Pentaphragma grandiflorum Kurz: Philippinen bis Neuguinea.[5]
- Pentaphragma honbaense (A.Chev. & Gagnep.) Gagnep.: Vietnam.[5]
- Pentaphragma horsfieldii (Miq.) Airy Shaw: Thailand bis Sumatra und Borneo.[5]
- Pentaphragma insigne Airy Shaw: Sarawak.[5]
- Pentaphragma jaheri Airy Shaw: Zentrales Borneo.[5]
- Pentaphragma lambirense Kiew: Sie wurde 1990 aus Sarawak erstbeschrieben.[6]
- Pentaphragma lanuginosum Airy Shaw: Sula-Inseln.[5]
- Pentaphragma longisepalum Kiew: Sie wurde 1990 aus Sarawak und Sabah erstbeschrieben.[6]
- Pentaphragma mindanaense Merr.: Mindanao.[5]
- Pentaphragma narathiwatense Poopath & Pooma: Sie wurde 2023 aus der thailändischen Halbinsel erstbeschrieben.[5]
- Pentaphragma paucinerve Quisumb. & Merr.: Luzon.[5]
- Pentaphragma pendulum C.W.Lin: Sie wurde 2016 aus Sarawak erstbeschrieben.[5]
- Pentaphragma platyphyllum Merr.: Philippinen.[5]
- Pentaphragma poilanei (Gagnep.) Gagnep.: Vietnam und südöstliches Thailand.[5]
- Pentaphragma prostratum Kiew: Sie wurde 1990 aus Sarawak erstbeschrieben.[6]
- Pentaphragma sinense Hemsl. & E.H.Wilson (Syn.: Pentaphragma winitii Craib): Südliches Yunnan bis nördliches Indochina.[5]
- Pentaphragma spatulisepalum Airy Shaw: Sarawak.[5]
- Pentaphragma spicatum Merr.: China (südliches Guangxi und Guangdong bis Hainan).[5]
- Pentaphragma tenuiflorum Airy Shaw: Sarawak.[5]
- Pentaphragma tetrapetalum Airy Shaw: Nördliches Borneo.[5]
- Pentaphragma viride Stapf & M.L.Green: Borneo.[5]